# Termunterzijl
Termunterzijl (53° 18′ N, 7° 02′ L) é uma cidade dos Países Baixos, na província de Groninga. Termunterzijl pertence ao município de Delfzijl, e está situada a 32 km, a leste de Groningen.
Em 2001, a cidade de Termunterzijl tinha 269 habitantes. A área urbana da cidade é de 0.093 km², e tem 126 residências.
A área de Termunterzijl, que também inclui as partes periféricas da cidade, bem como a zona rural circundante, tem uma população estimada em 280 habitantes.